# ماوگوژاتا بوگداینسکا
ماوگوژاتا بوگداینسکا (لهستانی: Małgorzata Bogdańska؛ زادهٔ ۲۵ فوریه ۱۹۶۲) بازیگر اهل لهستان است. وی دانش‌آموختهٔ مدرسه ملی فیلم ووچ است.
از فیلم‌ها یا مجموعه‌های تلویزیونی که وی در آن‌ها نقش داشته‌است، می‌توان به پیمان ورشو، خانه، کارآگاهان جنایی، ع چون عشق، پدر متیو و ما همه مسیح هستیم اشاره نمود.